# Johnny English újratöltve
A Johnny English újratöltve (eredeti cím: Johnny English Reborn) 2011-ben bemutatott brit kém-filmvígjáték, James Bond titkosügynöki műfajának paródiája, melyet Oliver Parker rendezett. A főbb szerepekben Rowan Atkinson, Gillian Anderson, Dominic West, Rosamund Pike és Daniel Kaluuya látható. A film a 2003-as Johnny English folytatása, a Johnny English-filmsorozat második része.
Először Angliában mutatták be 2011. október 7-én, majd Magyarországon magyar szinkronnal, 2011. szeptember 15-én az UIP-Dunafilm forgalmazásában. A film kritikai fogadtatása vegyes volt, de bevételi szempontból sikeres lett.
A film folytatása és a trilógia befejező része Johnny English újra lecsap címen jelent meg 2018-ban.

## Cselekmény
Az első film eseményei után nyolc évvel Johnny English önkéntes száműzetésben szerzetesekkel él együtt és edz Tibetben. Egy korábbi, félresikerült küldetésben képtelen volt megvédeni Mozambik újonnan megválasztott elnökének életét, aki merénylet áldozata lett. English kegyvesztett ügynökké vált és lovagi címét is elvesztette. Pamela Thornton, azaz "Pegazus" visszahívja őt az MI-7 ügynökséghez: a kínai miniszterelnök ellen ugyanis merénylet készül, David Cameron brit miniszterelnökkel folytatott tárgyalásai során. English találkozik ügynöktársaival, Simon Ambrose-zal, Tapasz Quartermainnel és új beosztottjával, Colin Tuckerrel.
Hongkongban English felkeresi az egykori CIA-ügynök Titus Fishert, a mozambiki merényletért felelős Vortex nevű titkos csoport egyik tagját. A Vortex egy titkos fegyvert őriz három kulccsal, ezek egyike Fisher tulajdonában van. Ám a férfit egy idős, önmagát takarítónőnek álcázó kínai merénylő meggyilkolja és ellopja a kulcsot. English visszaszerzi azt egy tolvajtól, de hazafelé tartva a repülőgépen tudtán kívül ismét eltulajdonítják tőle a tárgyat, az ügynök ezért mindenki előtt megszégyenül a brit külügyminiszter részvételével megtartott találkozón. Pegazus édesanyját a gyilkos takarítónőnek hiszi és kétszer is megtámadja, még kellemetlenebb helyzetbe sodorva magát.
Kate Sumner, az MI-7 pszichológusnője hipnózissal próbálja feltárni English elfojtott mozambiki emlékeit. Kiderül, hogy Artem Karlenko orosz kém is jelen volt az eseményen, ezért English és Tucker egy golfverseny apropóján találkozik a Szergej Pudovkin álnevet felvevő orosszal. A takarítónő súlyosan megsebesíti Karlenkót, a két brit ügynök helikopterrel viszi őt kórházba, de a férfi belehal sérüléseibe – előtte még felfedi, hogy a harmadik kulcs az MI-7 egyik ügynökénél van, aki valójában a Vortex beépített embere.
Egy vacsora közben English beavatja Ambrose-t, ő Quartermainre gyanakszik. Tucker kérdőre vonja Ambrose-t és őt véli az árulónak, ám a naiv English nem hisz neki és hazaküldi társát, majd átadja Ambrose-nak Karlenko kulcsát. English felkeresi Quartermaint, de hamar rájön, csőbe húzták és az ügynökségen mindenki Englisht hiszi a beépített embernek. English elmenekül és Sumner lakásán talál menedéket.
A mozambiki küldetés videófelvételeit átnézve Sumner rájön, a merénylőt egy Timoxeline Barbebutenol nevű agymosó droggal vették rá a gyilkosságra. Ambrose Sumnerhez érkezik, hogy elvigye őt egy találkozóra, English ekkor rádöbben: Ambrose a beépített ember. A gyilkos takarítónő újabb támadását elhárítva English felkeresi Tuckert és ráveszi, hatoljanak be egy svájci erődítménybe, ahol a két miniszterelnök tárgyalni fog. Svájcban English véletlenül beindít egy vészjelzőt, magára vonva az őrök figyelmét. Arra utasítja Tuckert, látszólag tegye ártalmatlanná őt, így egy hullazsákban be tud jutni az épületbe. English a zsákból kiszabadulva figyelmezteti Pegazust a veszélyre, de tévedésből az ügynök issza meg a Pegazusnak odakészített, bedrogozott italt, ezután Ambrose minden rádiós jeladón kiadott parancsának engedelmeskedni kezd.
Pegazus helyett Englisht jelölik ki a miniszterelnök testőrének, a kínai elnököt egy rúzsnak álcázott pisztollyal kell megölnie, ám English megpróbál ellenállni a drog hatásának. Tucker összezavarja Ambrose jeladóját, aki emiatt mindenki előtt lebuktatja magát, mint a valódi árulót. Ambrose elmenekül, English a drogtól válságos állapotba kerül és elveszíti eszméletét. Sumner egy szenvedélyes csókkal életre kelti az ügynököt, aki ezután a hegyekben Ambrose nyomába ered. Egy sífelvonón összeverekednek és English kerül fölénybe, de ezután kizuhan – Ambrose lőni kezd rá, English egy esernyővel igyekszik védekezni, melyet golyóállónak vél. Azonban korábban összekevert két eszközt és a kezében lévő tárgy egy rakétavető. Véletlenül aktiválja azt és felrobbantja Ambrose-t a felvonóban.
A Vortexet felszámolják, English visszakapja lovagi címét a királynőtől. A ceremónia alatt a gyilkos takarítónő – önmagát a királynőnek álcázva – ismét támadásba lendül és egy karddal tör English életére. English utána ered, de a valódi királynőt teperi le. Végül akkor jön rá a tévedésére, amikor az őrök elfogják az igazi merénylőt.
A végefőcím alatt English Edvard Grieg A hegyi király csarnokában című művének dallamára készít ebédet Sumnernek.

## Szereplők
| Szereplő                 | Színész                | Magyar hang         |
| ------------------------ | ---------------------- | ------------------- |
| Johnny English           | Rowan Atkinson         | Kálloy Molnár Péter |
| Simon Ambrose            | Dominic West           | László Zsolt        |
| Pamela Throton / Pegazus | Gillian Anderson       | Náray Erika         |
| Kate Sumner              | Rosamund Pike          | Horváth Lili        |
| Tucker ügynök            | Daniel Kaluuya         | Hamvas Dániel       |
| Fisher ügynök            | Richard Schiff         | Fazekas István      |
| Miniszterelnök           | Stephen Campbell Moore | Czvetkó Sándor      |
| Slater                   | Burn Gorman            | Viczián Ottó        |
| Ting Wang                | Togo Igawa             | Csurka László       |
| Gyilkos takarítónő       | Pik Sen Lim            | -                   |
| Tapasz Quartermain       | Tim McInnerny          | Besenczi Árpád      |
| Artem Karlenko           | Mark Ivanir            | Kardos Róbert       |
| Tucker édesanyja         | Ellen Thomas           | Makay Andrea        |

## Fogadtatás

### Kritikai visszhang
A film vegyes kritikákat kapott. Az ausztrál At the Movies című televíziós műsorban például Margaret Pomeranz 3 csillaggal, David Stratton pedig 2 csillaggal értékelte a maximális 5 csillagból. A film Magyarországon jó kritikákat kapott. A Vox.hu-n 60%-ot kapott, a filmtrailer.hu-n 6 pontot kapott.

### Díjak és jelölések
| Év   | Díj                               | Kategória                              | Jelölt(ek)                | Eredmények |
| ---- | --------------------------------- | -------------------------------------- | ------------------------- | ---------- |
| 2011 | Phoenix Film Critics Society díj  | Legjobb eredeti dal                    | I Believe in You          | Jelölve    |
| 2011 | Evening Standard British Film díj | Év kasszasikere- Az emberek választása | Johnny English újratöltve | Jelölve    |

## Fordítás
- Ez a szócikk részben vagy egészben  a   Johnny English Reborn című angol Wikipédia-szócikk fordításán alapul.  Az eredeti cikk szerkesztőit annak laptörténete sorolja fel. Ez a jelzés csupán a megfogalmazás eredetét és a szerzői jogokat jelzi, nem szolgál a cikkben szereplő információk forrásmegjelöléseként.